# USS Cardinal (AM-6)
USS Cardinal (AM-6) – trałowiec typu Lapwing służący w United States Navy w okresie I wojny światowej i w czasie między wojnami światowymi.
Okręt zwodowano 29 marca 1918 w Staten Island Shipbuilding Co. w Nowym Jorku, matką chrzestną była I. Nelson. Jednostka weszła do służby 23 sierpnia 1918, pierwszym dowódcą został Lieutenant (junior grade) N. Drake.

## Operacje na wschodnim wybrzeżu USA
„Cardinal” służył w 3 Dystrykcie Morskim (ang. 3rd Naval District), trałując wody w pobliżu Nowego Jorku i służąc jako tymczasowy latarniowiec do 3 sierpnia 1919. Wtedy otrzymał rozkaz przejścia na Ocean Spokojny i dołączenia do Floty Pacyfiku.

## Przydział na Pacyfik
Przez następne 3 lata pływał, bazując w San Diego i San Pedro, przewożąc zaopatrzenie i pasażerów wzdłuż wybrzeża Kalifornii. Holował latarniowce, cele i hulki.
Od 8 lutego 1923 do 16 kwietnia „Cardinal” popłynął do Kanału Panamskiego, by zapewniać usługi holownicze podczas manewrów floty. Wrócił do San Pedro, by przygotować się do służby na wodach Alaski. 23 maja wypłynął do Port Angeles, gdzie dotarł na przełomie miesięcy.

## Wypadek
Gdy kierował się w stronę Dutch Harbor 6 czerwca, wszedł na rafę w pobliżu wschodniego wybrzeża Chirikof Island i szybko nabrał wody. Niektórzy członkowie załogi wylądowali na wyspie, skąd później zostali zabrani przez statek U.S. National Geodetic Survey. Reszta została podjęta z uszkodzonego okrętu przez USS „Cuyama” (AO-3), którzy także zabrał możliwe do uratowania sprzęty i zapasy.